# Harriet Creighton
Harriet Baldwin Creighton (née le 27 juin 1909 et mort le 9 janvier 2004) était une botaniste, généticienne et éducatrice américaine.

## Biographie
Née à Delavan, dans l'État de l'Illinois, Harriet Creighton est diplômée du Wellesley College en 1929, et a poursuivi ses études de doctorat à l'Université Cornell qu'elle obtint en 1933. Durant cette période, elle fit des recherches sur le maïs, en cytogénétique, avec Barbara McClintock. Ensemble, elles publièrent, en 1931, les résultats d'une étude sur le phénomène de croisements chromosomiques. Cette recherche, qui fut effectuée pour l'obtention de son doctorat, sous la direction de McClintock, mit en évidence le fait que les chromosomes transportent et échangent de l'information génétique et donc que les gènes se trouvent être situés sur les chromosomes. 
Après avoir terminé son doctorat elle a enseigné à l'Université Cornell et à l'université du Connecticut, puis est ensuite retournée enseigner au Wellesley College jusqu'à sa retraite en 1974.